# Hauptmarkt (Nürnberg)
Der Hauptmarkt ist der zentrale Platz in der Altstadt von Nürnberg.

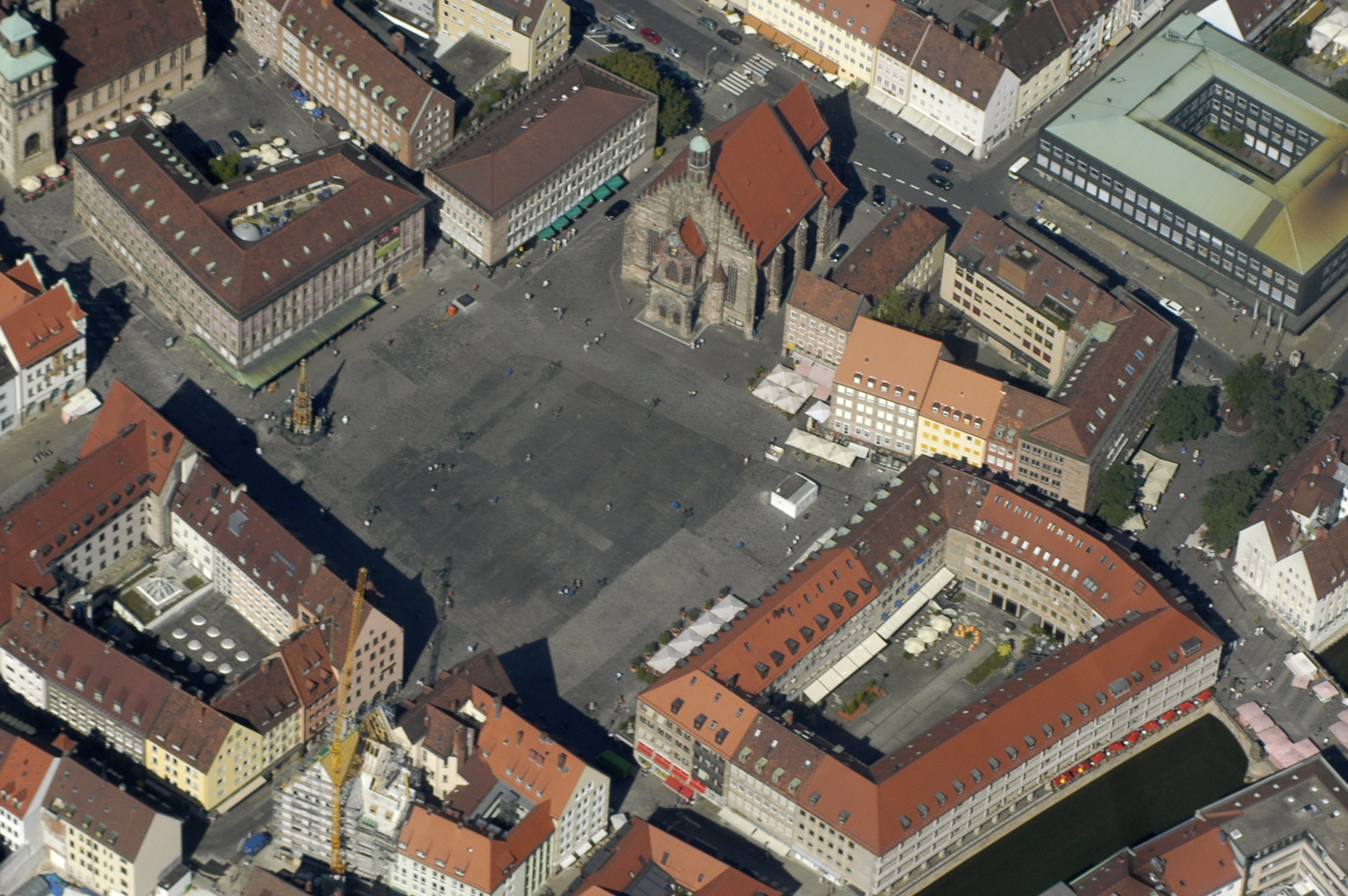
Luftaufnahme des Hauptmarkts von Südwesten, oben die Frauenkirche

Auf der rund 5.000 Quadratmeter großen Freifläche findet werktäglich der Wochenmarkt statt. Bei der Nutzung des Hauptmarktes durch den Christkindlesmarkt oder andere Märkte und Veranstaltungen werden die Wochenmarktstände in die umliegende Fußgängerzone verlegt.
Der architektonisch bis zu seiner weitgehenden Zerstörung im Zweiten Weltkrieg sehr bedeutende Platz wurde in der Nachkriegszeit nur sehr notdürftig und vereinfacht wiederaufgebaut, bis auf die Wahrzeichen wie die Frauenkirche und der Schöne Brunnen.

## Lage

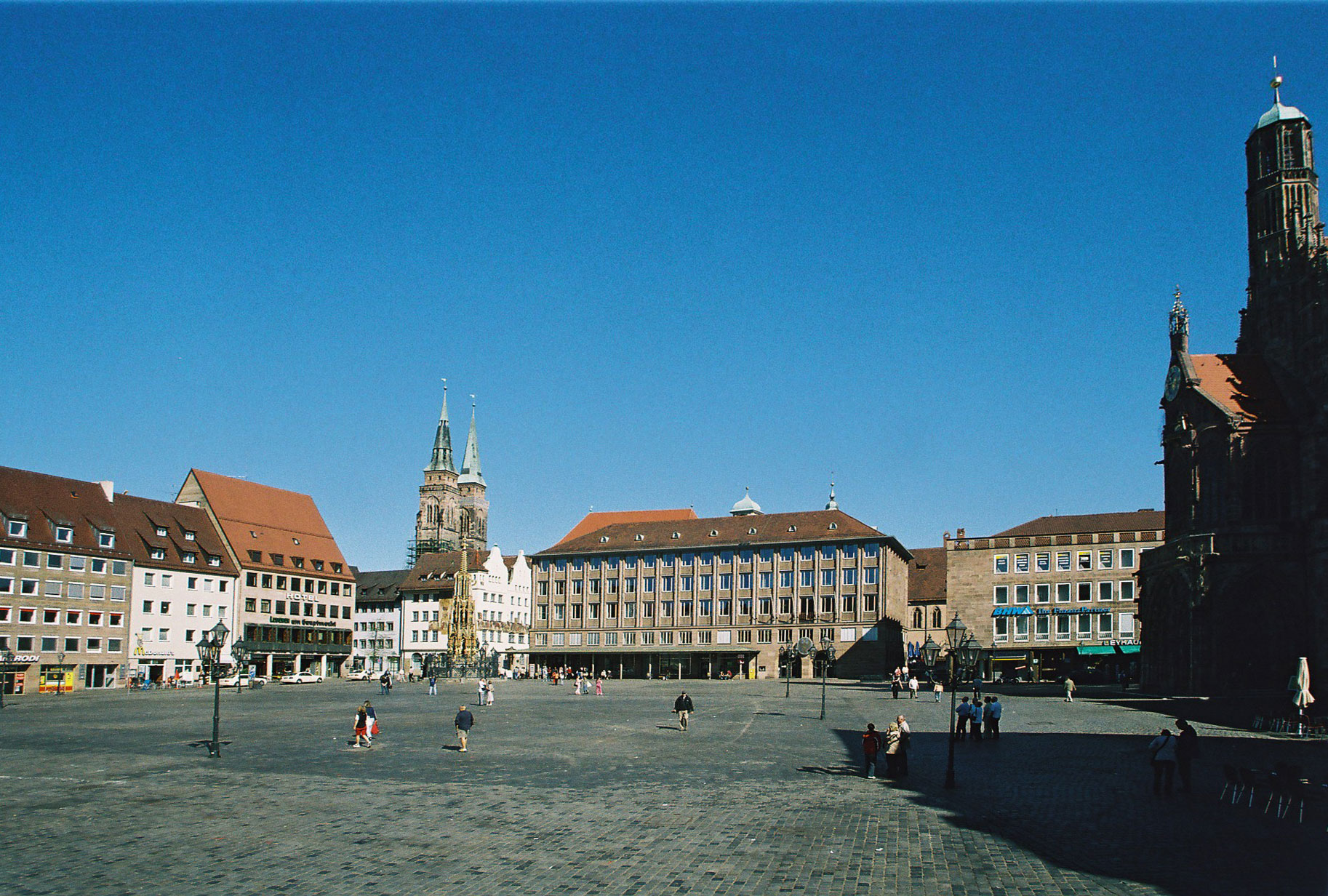
Hauptmarkt von Südosten, rechts die Frauenkirche, im Hintergrund die Türme der Sebalduskirche

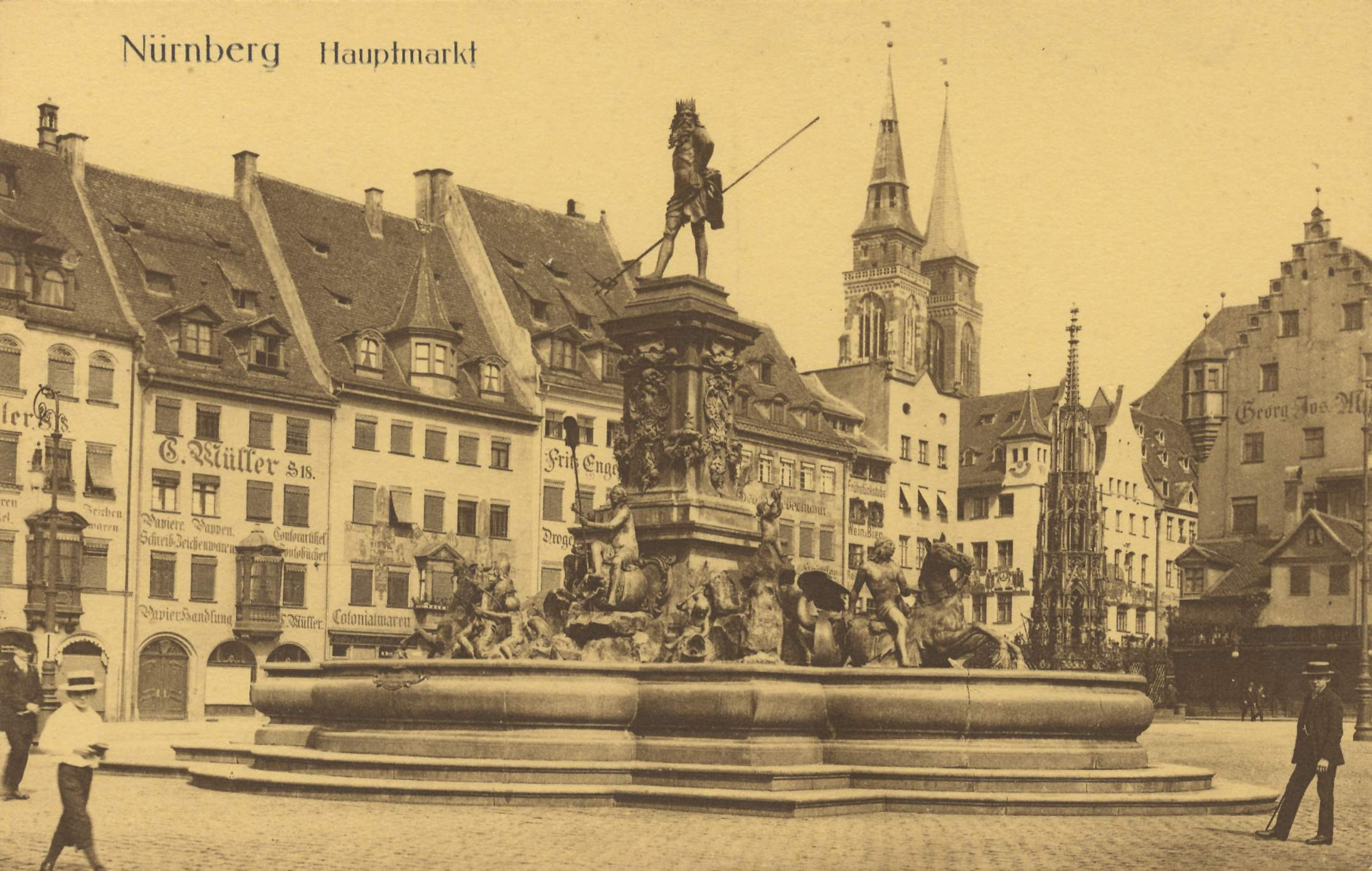
Blick um 1900: links der Neptunbrunnen (1962 im Nürnberger Stadtpark aufgestellt), rechts der Schöne Brunnen, dahinter die Sebalduskirche (um 1900)

Der Hauptmarkt befindet sich zentral in der Altstadt auf der rechten Pegnitzseite in der Sebalder Altstadt.
Der Platz ist annähernd trapezförmig mit einer Länge von rund 56 Metern an der Nordseite, rund 75 Metern an der Ost- und der Südseite sowie rund 85 Metern an der Westseite.
Auf der Westseite wird der Platz durch die Nord-Süd-Achse zwischen der Fleischbrücke im Süden und dem Nürnberger Rathaus im Norden begrenzt.
Der Hauptmarkt ist nahezu komplett Fußgängerzone, mit Ausnahme einer Einbahnstraße von der Tuchgasse zur Waaggasse mit einem Taxistandplatz am westlichen Rand. Auf ihrem Weg zwischen Rathausplatz und Waaggasse tangiert die Buslinie 36 den nordwestlichen Teil des Hauptmarktes.

## Geschichte

### Das jüdische Viertel
Das Areal, auf dem sich der Hauptmarkt heute befindet, war im 12. Jahrhundert ein Sumpfgebiet am Ufer der Pegnitz. Zu dieser Zeit kamen Juden in die Stadt, die vermutlich aus dem Rheinland vertrieben worden waren. Ihnen wurde der Sumpf als Siedlungsgebiet überlassen.
Nachdem die Stadtbefestigung Nürnbergs, die zuvor aus zwei getrennten Mauerringen rechts und links der Pegnitz bestand, um 1320 geschlossen wurde, befand sich das Judenviertel zentral in der Stadt. Mit Zustimmung Kaiser Karls IV. kam es 1349 zu einem Pogrom, bei dem fast 600 Juden getötet wurden und das Ghetto zerstört wurde.

### Der „Große Markt“

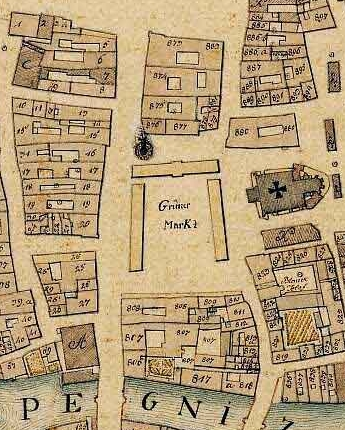
Der „Grüne Markt“, Ausschnitt des Ortsblattes von 1811

Anstelle der abgerissenen Häuser des jüdischen Ghettos legte man zwei große Marktplätze an; zum einen den Obstmarkt im Nordosten des Areals, zum anderen den späteren Hauptmarkt, der zunächst „Grüner Markt“ bzw. „Großer Markt“ genannt wurde. Als Grüner Markt übernahm er die Funktion des Milchmarktes, der bis dahin auf dem heutigen Albrecht-Dürer-Platz stattfand und auf dem hauptsächlich landwirtschaftliche Produkte verkauft wurden.
Den Namen „Hauptmarkt“ erhielt der Platz erst 1809 zur Aufwertung gegenüber bzw. Unterscheidung von anderen Marktplätzen in der Stadt. Bis 1809 waren Teile des Platzes nach den dort stattfindenden Märkten benannt: Der nordwestliche Teil zwischen Waaggasse und Schulgässchen hieß Kälbermarkt, der südliche Bereich wurde nach den Verkaufskrämern „Unter der langen Kräme“ benannt, hieß aber auch nach dem Rieterschen Haus „Unter dem Rieter“. Im Bereich des Fischmarktes auf der Westseite des Platzes wurde im 16. Jahrhundert die Nürnberger Börse gegründet, dieser Bereich hieß auch „Herrenmarkt“.
Der 1650 nach dem Nürnberger Frieden als Friedensmal für den Dreißigjährigen Krieg beauftragte und 1668 fertiggestellte Neptunbrunnen (die größte barocke Brunnenanlage nördlich der Alpen) konnte aus finanziellen und technischen Gründen (damals mangelnde Wasserversorgung) nicht aufgestellt werden. Der ab 1890 gefertigte Zweitguss kam erst 1902 zur Aufstellung.
Auf dem Platz fanden die wichtigsten Ereignisse im Leben der Nürnberger statt, so im Mittelalter die alljährlichen Fronleichnamsprozessionen mit der Heiltumsweisung der Reliquien. Ferner die „Gesellenstechen“, festliche Lanzenstechen der Nürnberger Patrizier, zum letzten Mal abgehalten 1561.
Ein ganz besonderes Ereignis war jedes Mal eine Kaiserwahl mit anschließender Kaiserkrönung in Frankfurt am Main, denn die Kaiser zogen von Wien über Nürnberg nach Frankfurt. In Nürnberg, wo sie mit der Kaiserburg eine traditionsreiche Residenz besaßen, wurden ihnen Turniere, Festessen, Gottesdienste und andere Feierlichkeiten ausgerichtet. Auch wurden die Reichskleinodien seit 1424 mehrere Jahrhunderte lang in der Kirche des Nürnberger Heilig-Geist-Spitals aufbewahrt, seit König Sigismund sie der freien Reichsstadt Nürnberg „zu ewiger Verwahrung“ übergeben hatte. Vor den Krönungen wurden sie in einem feierlichen und gut bewachten Geleit nach Frankfurt gebracht, wo sie durch ein Ratsmitglied der Stadt in Begleitung eines Kavallerieregiments in Empfang genommen wurden. Die Kleinodien verblieben aber noch bis zum Tag der Krönung in der Verwahrung der Abgesandten von Nürnberg und Aachen (wo ebenfalls einige Kleinodien aufbewahrt waren) und wurden kurz nach der Krönung wieder in Empfang genommen und feierlich nach Nürnberg zurückgebracht.
Gemäß der Goldene Bulle Karls IV. hielten die neugewählten römisch-deutschen Könige seit 1356 ihren jeweils ersten Reichstag in Nürnberg ab, um Reichslehen und Regalien zu vergeben. Diese Rechtsakte fanden im Rieterschen Haus (Hauptmarkt 6/8) statt, das auch „Haus zur Ersten Bitte“ genannt wurde, da der Besitzerfamilie Rieter gestattet war, die Fürsprache des Königs bei den soeben von ihm belehnten Fürsten zu erbitten. Sie besaßen das Haus von 1390 bis 1512; später kam es an die Behaim, im Zweiten Weltkrieg wurde es zerstört.

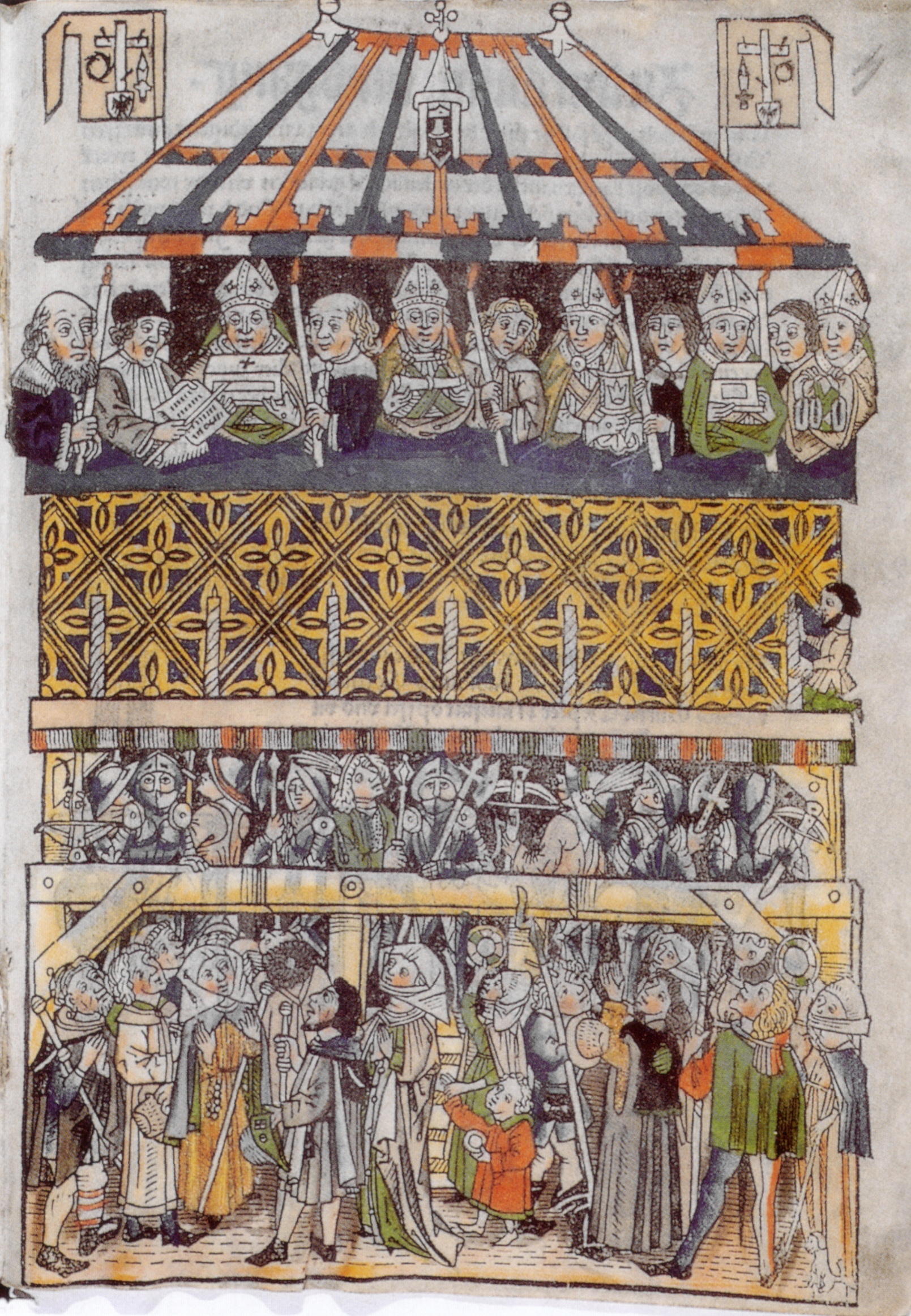
1487: Heiltumsweisung vor dem Schopperschen Haus
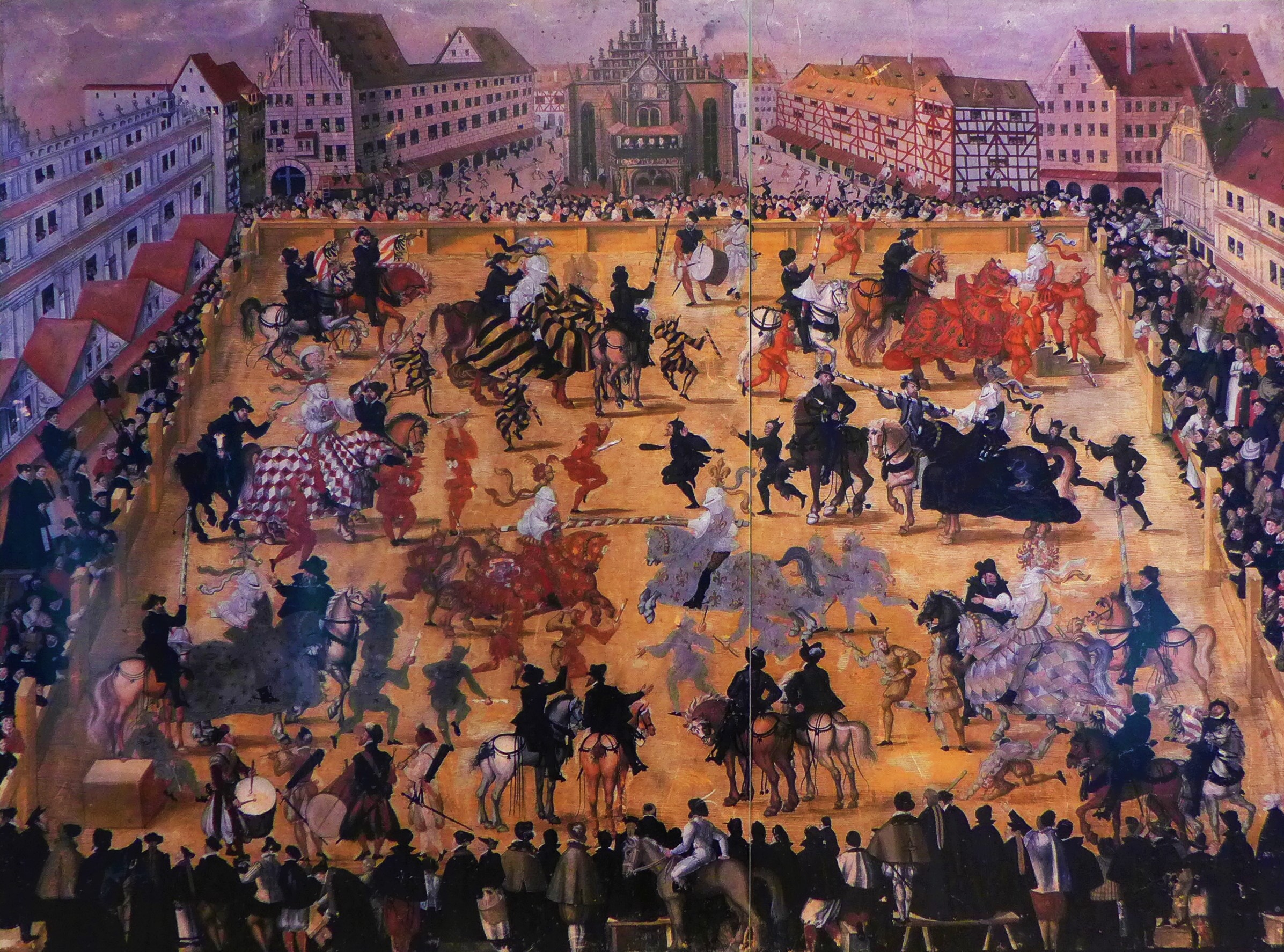
1561: Gesellenstechen auf dem „Großen Markt“
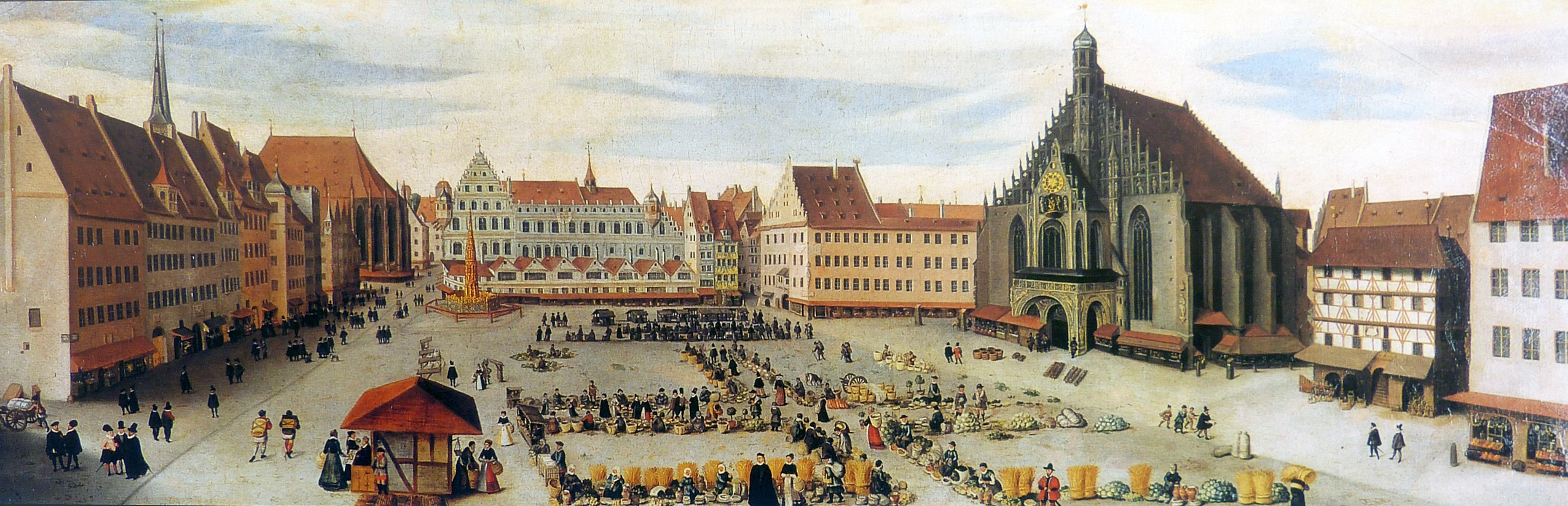
1594: Markttreiben (Gemälde von Lorenz Strauch)
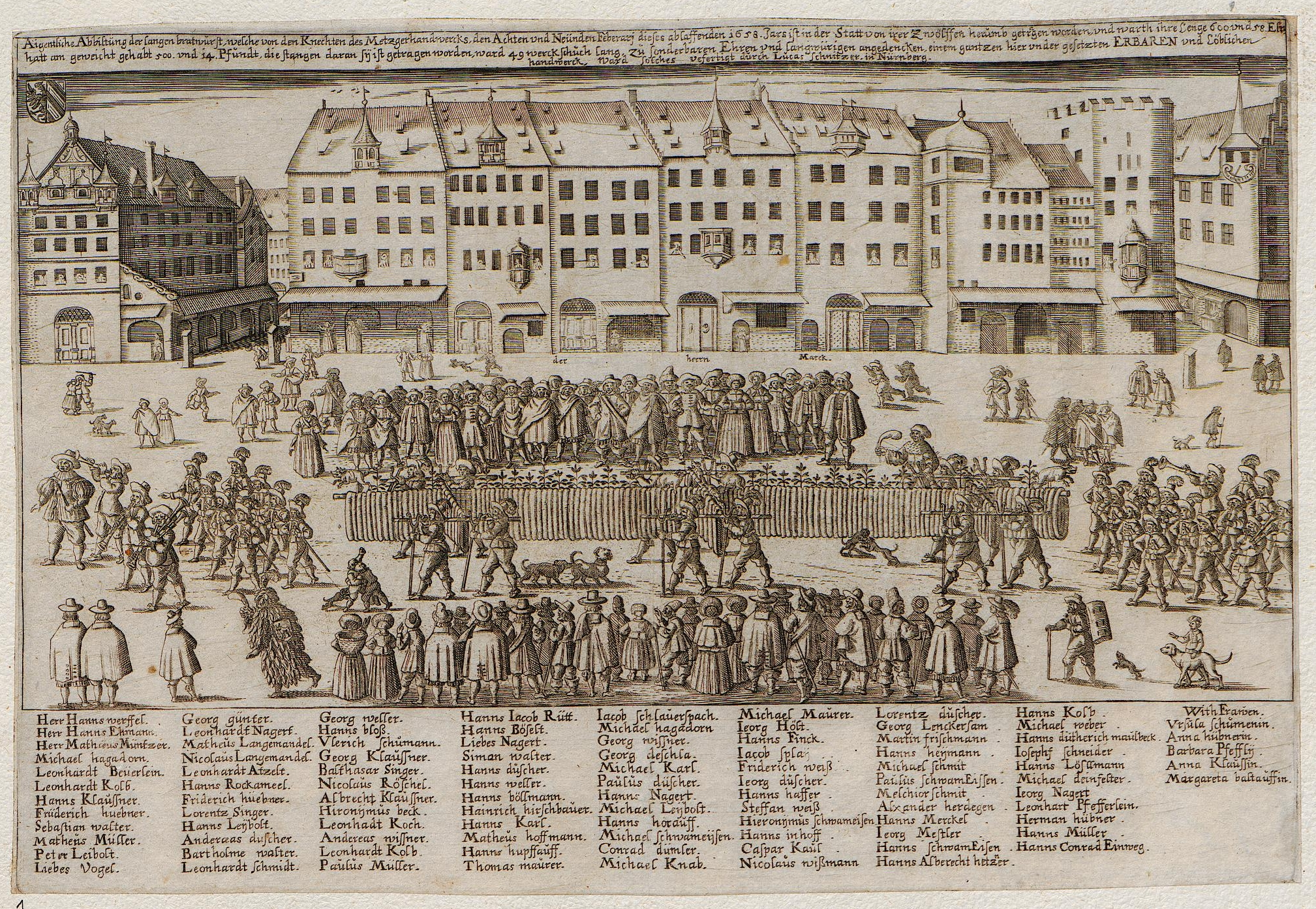
1658: die Knechte des Metzgerhandwerks tragen eine 658 Ellen (432 m) lange Bratwurst umher
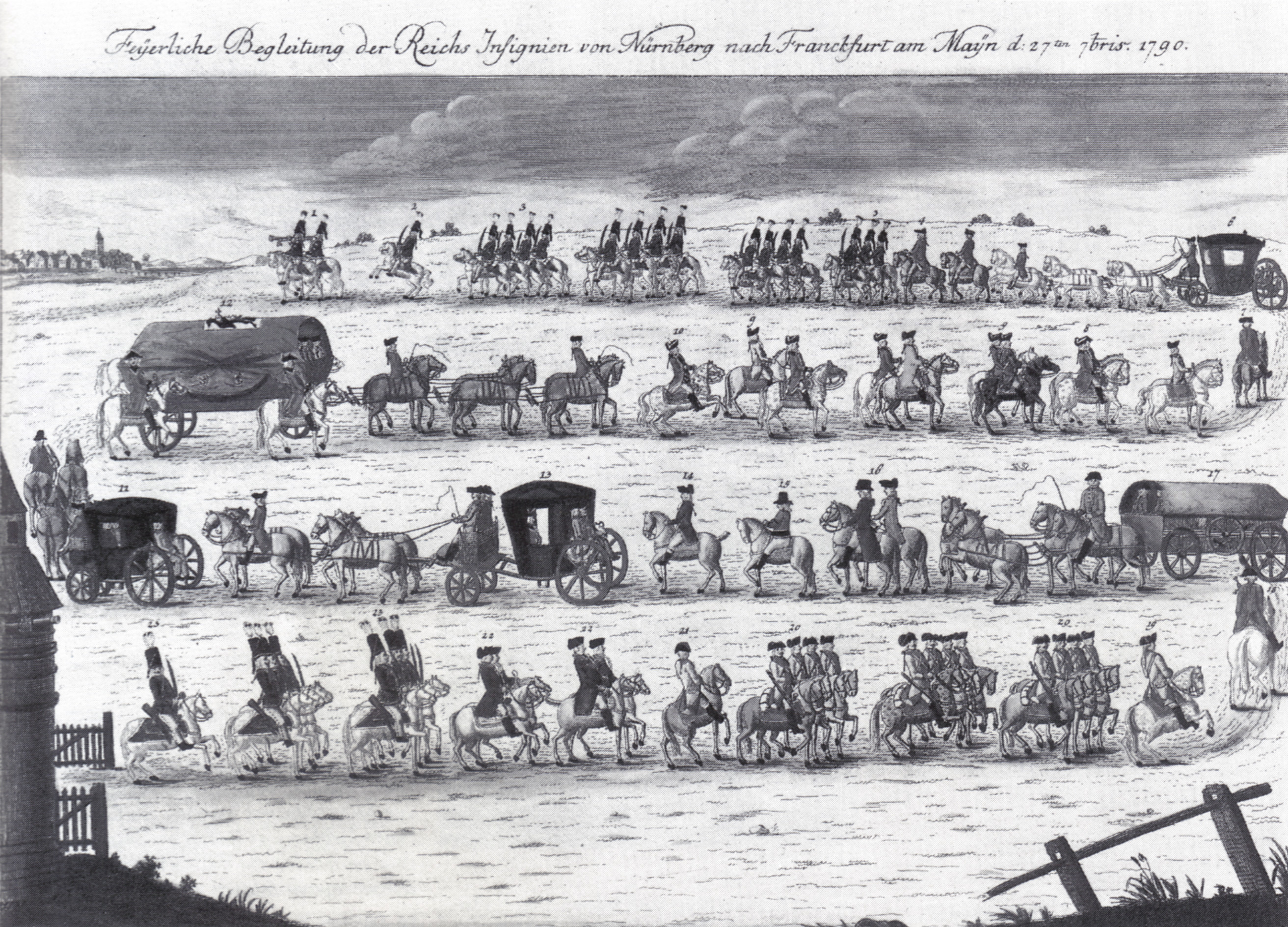
1790: Feierliche Überführung der Reichskleinodien nach Frankfurt zur Krönung Leopolds II.

### Bilder
Im 19. Jahrhundert wurden einige neue Gebäude errichtet. Der Zweitguss des Neptunbrunnens von 1668 wurde 1902 auf dem Hauptmarkt aufgestellt.

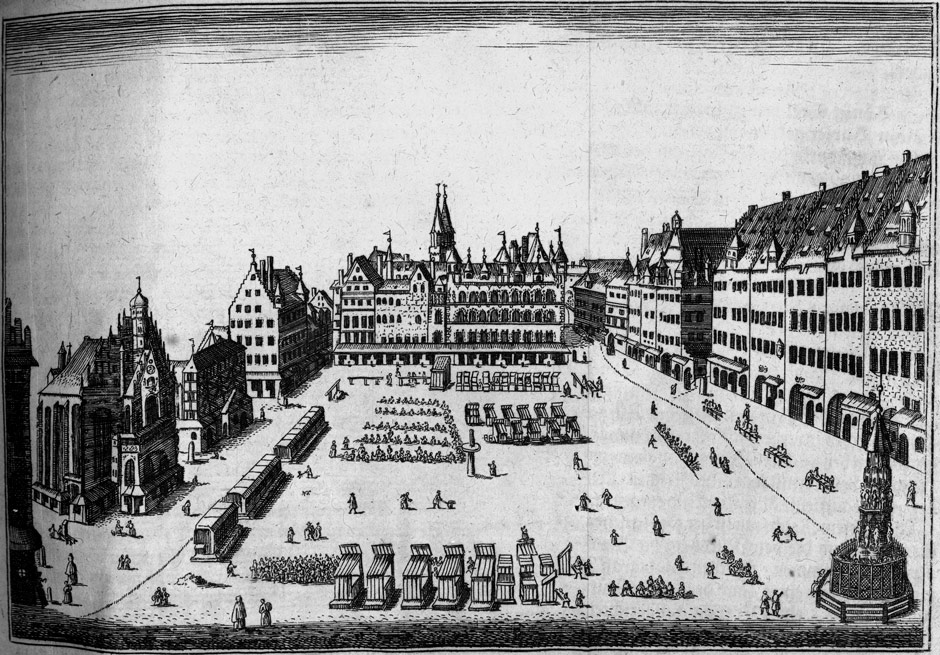
Von Norden mit Frauenkirche (links) und Schönem Brunnen (rechts), 1707
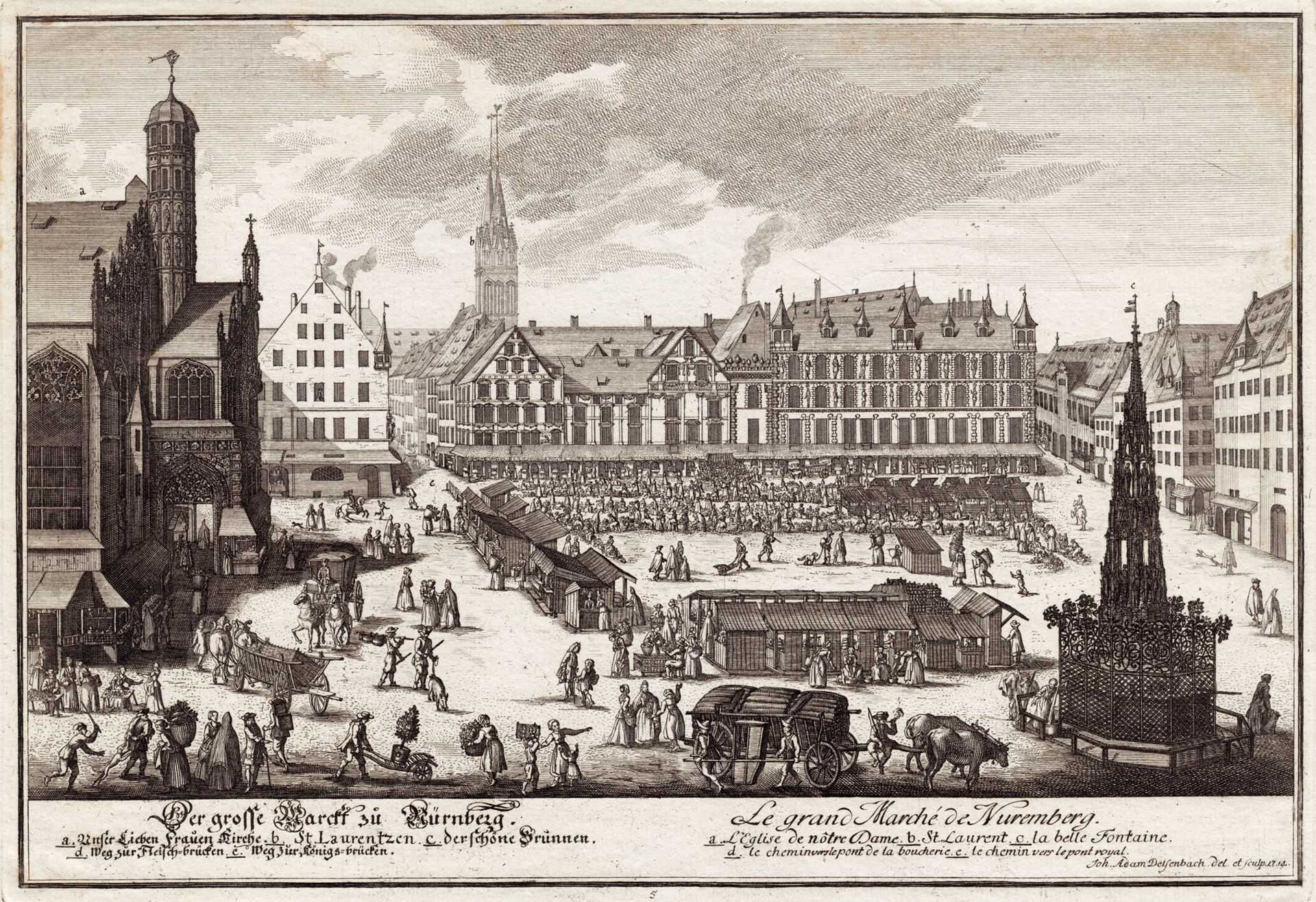
Blick nach Süden, 1714 (Mitte-rechts das Haus zur ersten Bitte)
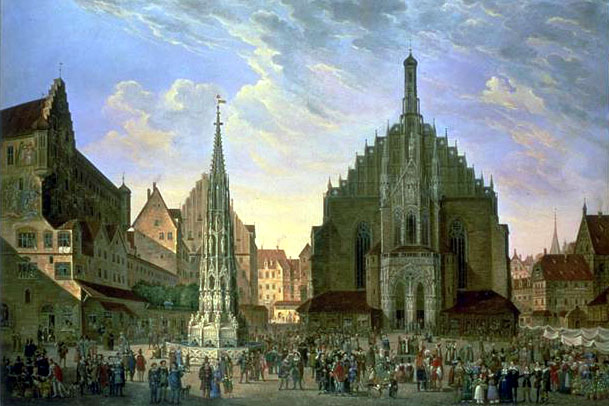
Blick auf die Frauenkirche, 1839
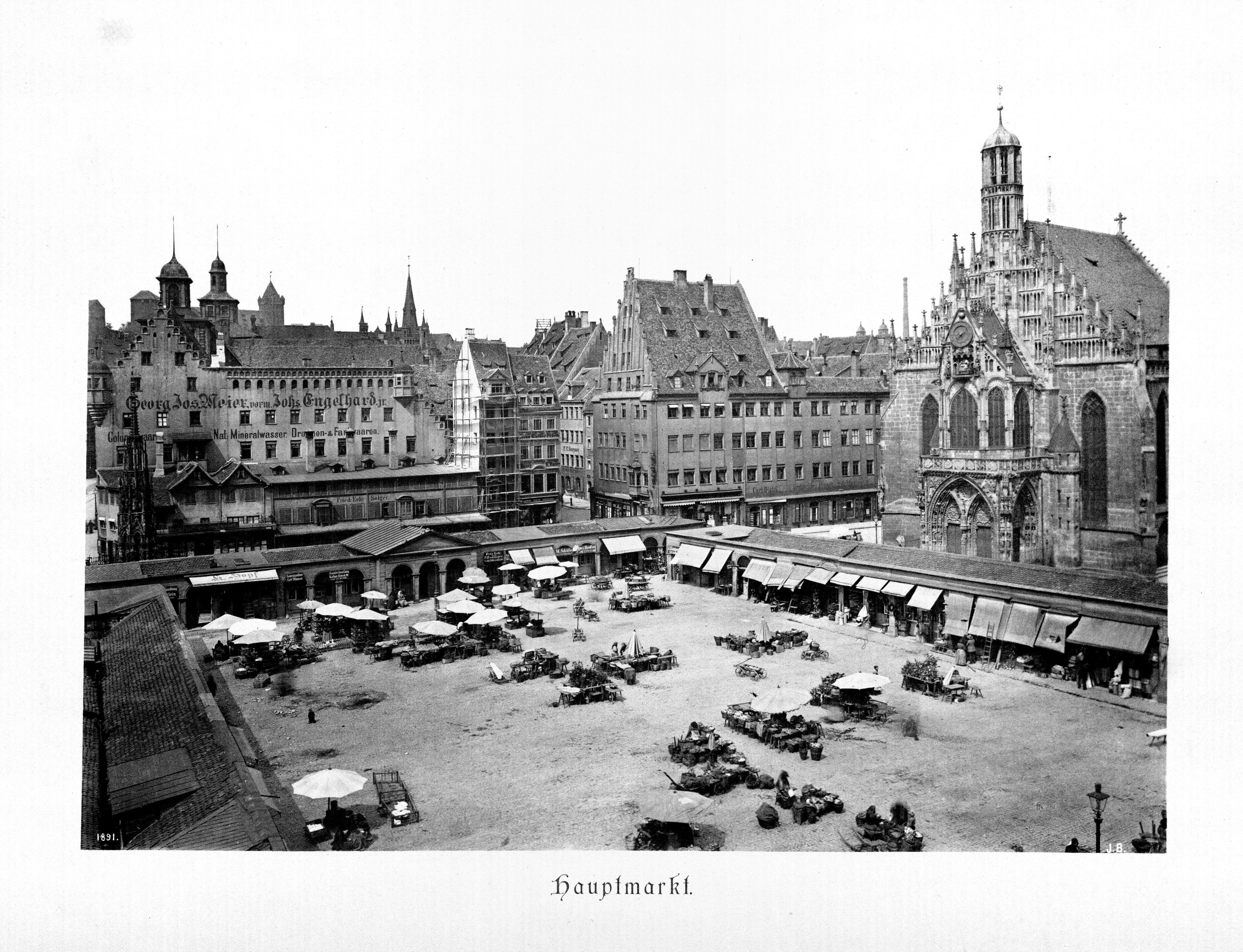
Von Südwesten, 1891

### 20. Jahrhundert
Beim Hochwasser der Pegnitz von 1909 wurde auch der Hauptmarkt überflutet. Gegen Ende der Weimarer Republik und in der frühen Zeit des Nationalsozialismus wurde der Hauptmarkt zum zentralen Ort der Reichsparteitage der NSDAP und für Aufmärsche genutzt. Am 25. März 1933 erfolgte die Umbenennung in „Adolf-Hitler-Platz“.
1934 ließen die Nationalsozialisten den von ihnen als „Judenbrunnen“ bezeichneten Neptunbrunnen entfernen. Grund war, dass er die Aufmärsche störte und der Stifter Ludwig Ritter von Gerngroß jüdischen Glaubens war. Auch war die ursprüngliche (1650) Widmung als Friedensmal wie auch die symbolische Bedeutung für die Völkerverständigung zwischen Russland und Deutschland (aus der vom russischen Zaren 1890 angeregten Duplizierung des als Erstguss in St. Petersburg stehenden Brunnens) mit den politischen Intentionen der NS-Zeit nicht vereinbar. Die Anweisung, den Neptun-Brunnen vom Hauptmarkt weg zu verlegen, erging vor dem 6. April 1934 von Hitler persönlich.
Bei den Luftangriffen auf Nürnberg, die ab dem 29. August 1943 begannen, wurde die Altstadt stark zerstört. Vor allem am 2. Januar 1945 trafen Spreng- und Brandbomben die Sebalduskirche, das Rathaus sowie die Kaufmanns- und Patrizierhäuser am Hauptmarkt.
Als die US Army nach der Schlacht um Nürnberg am Abend des 20. April 1945 Nürnberg einnahm, benannte sie den Platz im Rahmen ihrer Siegesparaden in „Iron Mike Place“ um. Iron Mike war der Spitzname des kommandierenden Generals der 3. US-Infanteriedivision, John W. O’Daniel. O’Daniel ordnete zur Ehrung des acht Tage zuvor verstorbenen Präsidenten sogleich die Umbenennung in „Roosevelt Place“ an. Wenige Tage später trug der Platz wieder den alten Namen Hauptmarkt.
Der Hauptmarkt glich viele Jahre einer Geisterkulisse; so stand noch im Jahr 1950 der zum Schutz vor Bombardements eingemauerte Schöne Brunnen verloren zwischen Ruinen und verödeten Freiflächen. Der geschlossene Raumeindruck der Vorkriegszeit konnte nach dem Wiederaufbau nicht mehr wiederhergestellt werden, da die vielgestaltigen Fassaden nicht wieder hergerichtet wurden.

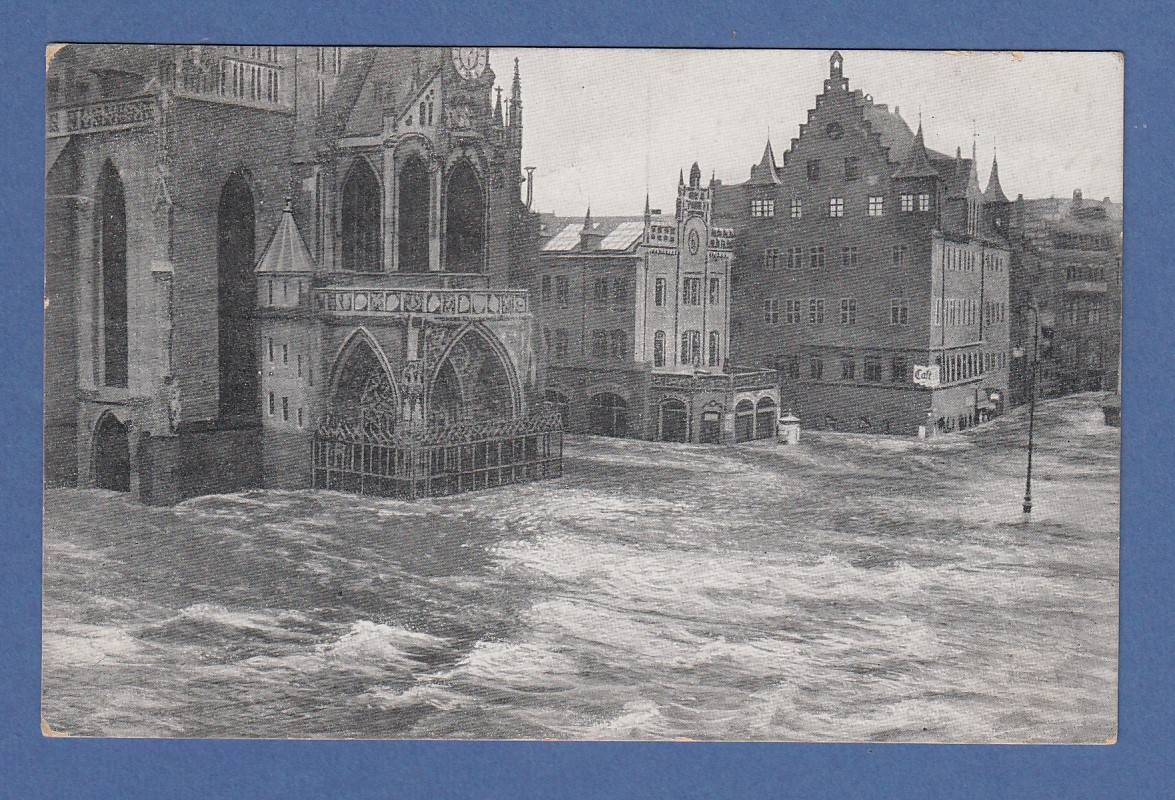
Pegnitz-Hochwasser 1909
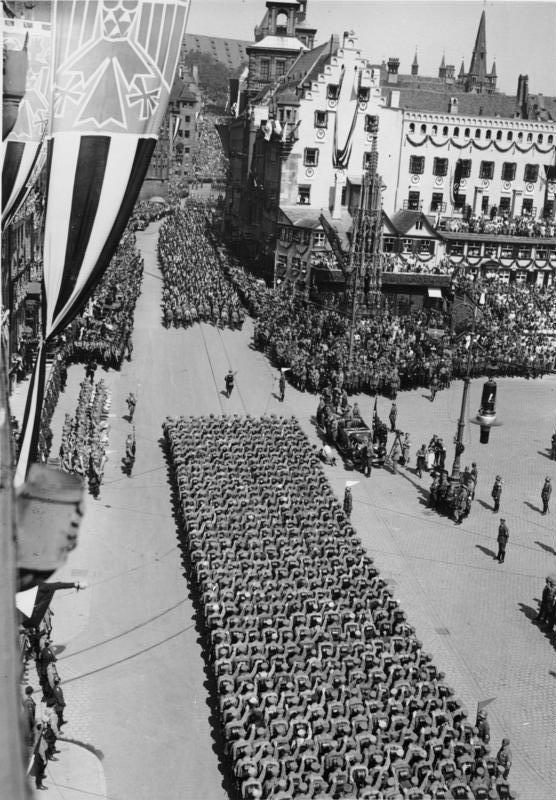
Aufmarsch von SA- und SS-Abteilungen beim Reichsparteitag 1934
Hitler auf dem Hauptmarkt 1935
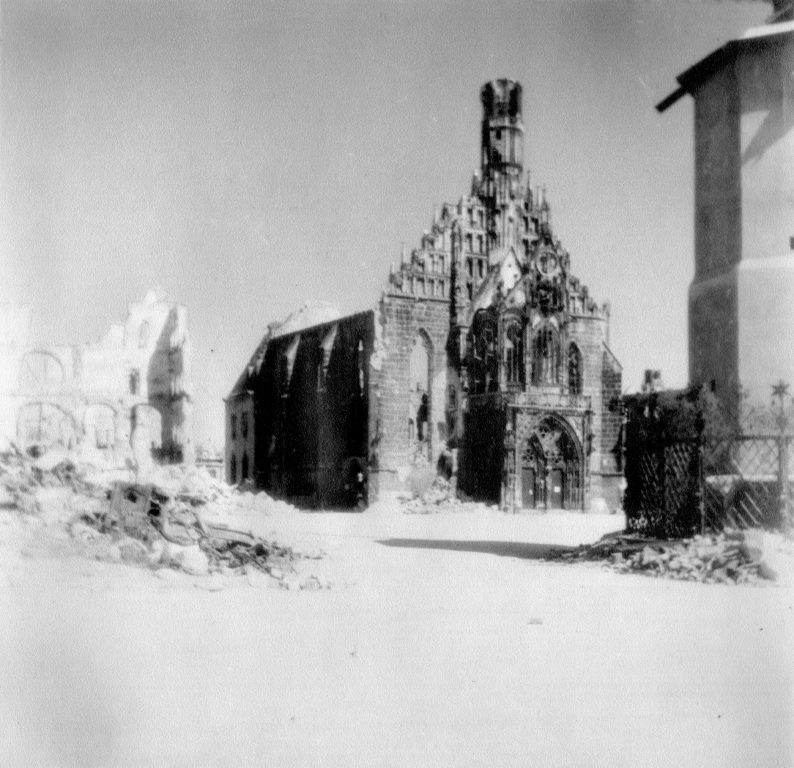
Die Frauenkirche im Januar 1945
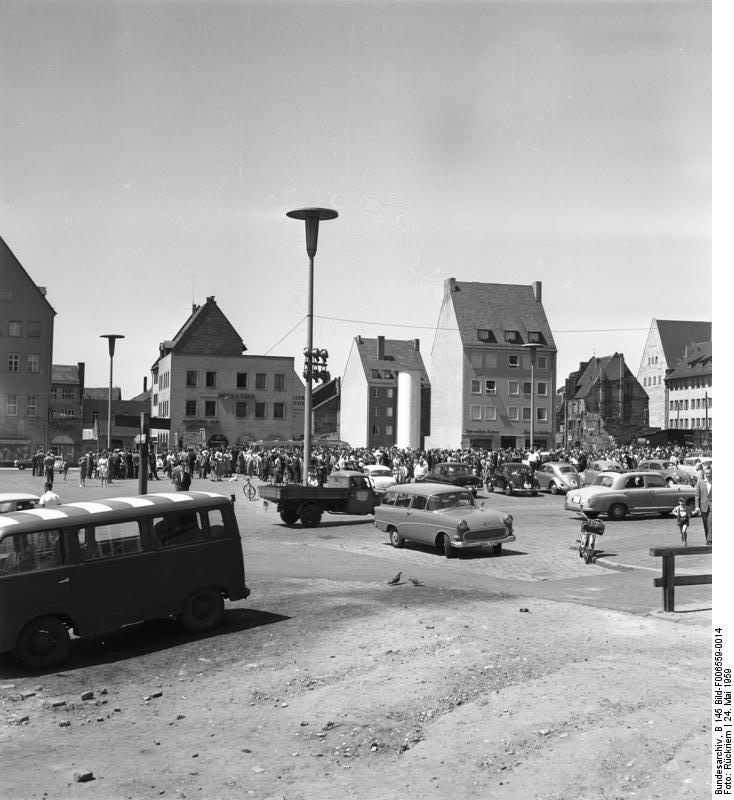
Hauptmarkt zwischen Tuchgasse und Waaggasse, 1959

## Bebauung

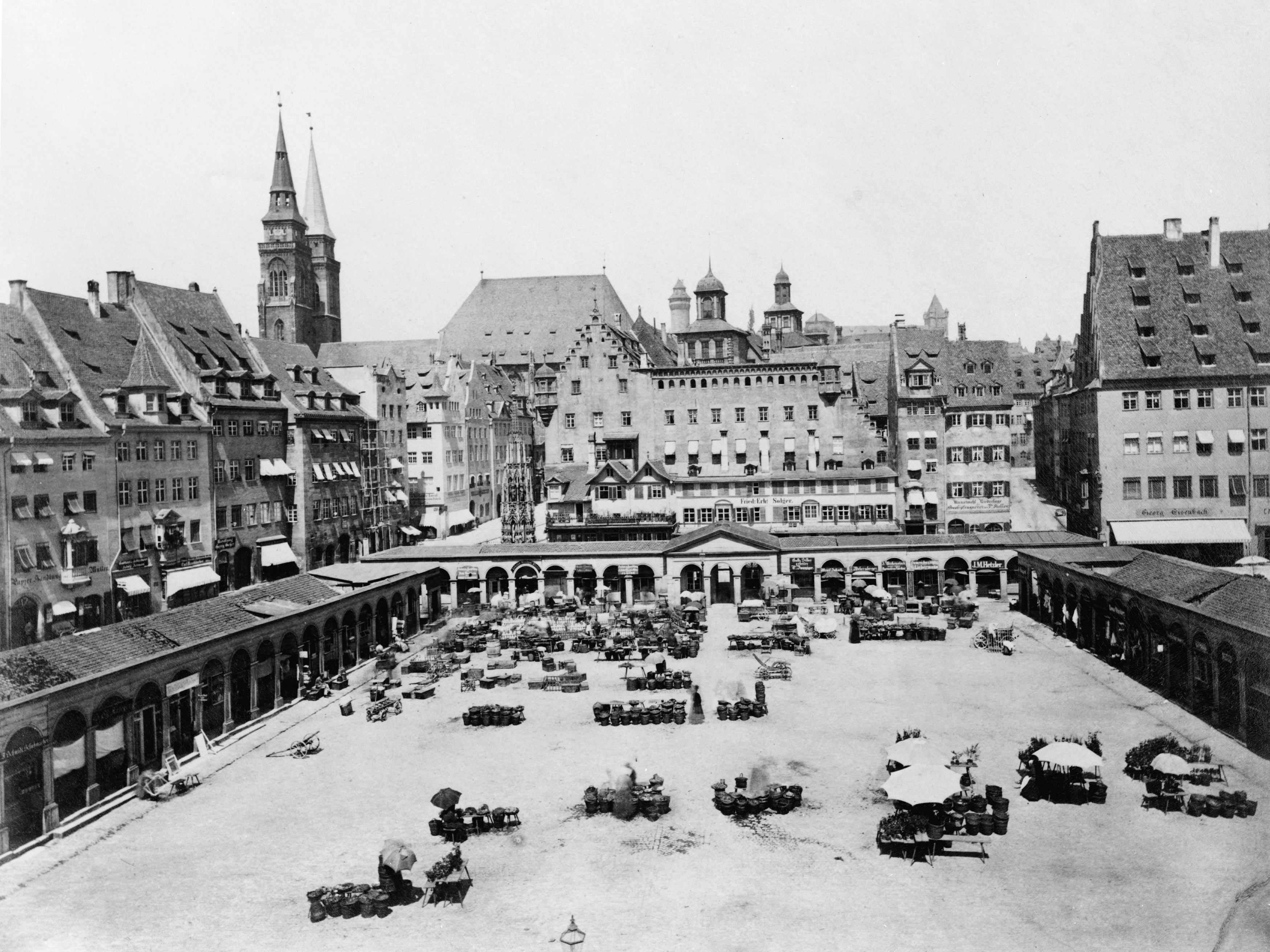
Hauptmarkt mit den 1809 errichteten und 1895 abgerissenen Kolonnaden

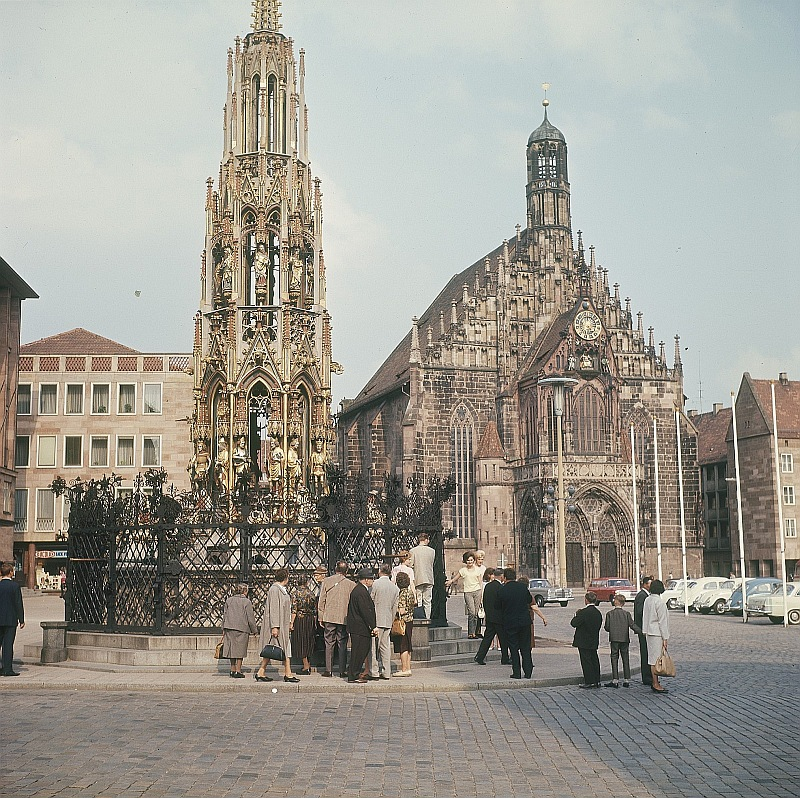
Schöner Brunnen und Frauenkirche, 1965

Vom Fleischhaus an der Westseite des Hauptmarktes überstanden den Zweiten Weltkrieg neben einigen Fragmenten nur das Ochsenportal und der Fleischhauerbrunnen, der um 1600 von Hans Werner geschaffen worden war. An zwei Nachbarhäusern befinden sich noch Chörlein, eines der Häuser (Hauptmarkt 9/Tuchgasse 2) beherbergt die Buchhandlung Korn & Berg.
Im Anwesen Hauptmarkt 25, an der Ecke Waaggasse, dienten zwei Läden mit dem Namen Marktgewölbe als Sitzungsräume der Nürnberger Börse. Später wurde das Haus zum Sitz des Handelsvorstandes und später der Handelskammer, heute die IHK Nürnberg für Mittelfranken. Das Haus ist wegen des Sgraffito, das einen mittelalterlichen Nürnberger Kaufmannszug darstellt, ein beliebtes Fotomotiv.
Am nordwestlichen Rand des Platzes befinden sich die Sebalduskirche und der Wolff’sche Bau des Nürnberger Rathauses.
An der Ostseite des Hauptmarktes wurde ab 1352 die Frauenkirche errichtet. Sie befindet sich dort, wo vor dem Pogrom von 1349 die Synagoge des Judenviertels stand. Die „Männleinlaufen“ genannte Kunstuhr an der dem Hauptmarkt zugewandten Westfassade des Gebäudes, die an den Erlass der Goldenen Bulle erinnert, zählt zu den wichtigsten Sehenswürdigkeiten der Stadt.
Auf dem Hauptmarkt errichtete Carl Haller von Hallerstein 1809 feste Marktstände, die Kolonnaden. Sie begrenzten den Platz nach Westen, Norden und Osten. Zeitgenossen kritisierten die Verstellung der Sicht auf den Schönen Brunnen und den empfundenen Verlust des repräsentativen Charakters als großzügig angelegter Marktplatz; die Bauten wurden als „Verschandelung“ bezeichnet. 1895 wurden die Kolonnaden wieder abgerissen.
Neben dem Schönen Brunnen befand sich von 1902 bis 1934 der barocke Neptunbrunnen als zweiter Marktbrunnen auf dem Platz.
Im Rahmen des Symposion Urbanum entstanden 1971 verschiedene Skulpturen, die noch immer im öffentlichen Raum stehen. Am nördlichen Rand des Hauptmarkt, an der Ecke Rathausgässlein, befindet sich der Stein am Hauptmarkt in Nürnberg aus schwarzem schwedischen Granit von Karl Prantl.
Unmittelbar neben dem Stein am Hauptmarkt in Nürnberg befand sich bis in 1973 ein Mahnmal der Trennung Deutschlands. Das Mahnmal war eine Nachbildung der Berliner Mauer an der ein Schild „Eine Mauer trennt das Deutsche Volk“ angebracht war.

## Veranstaltungen

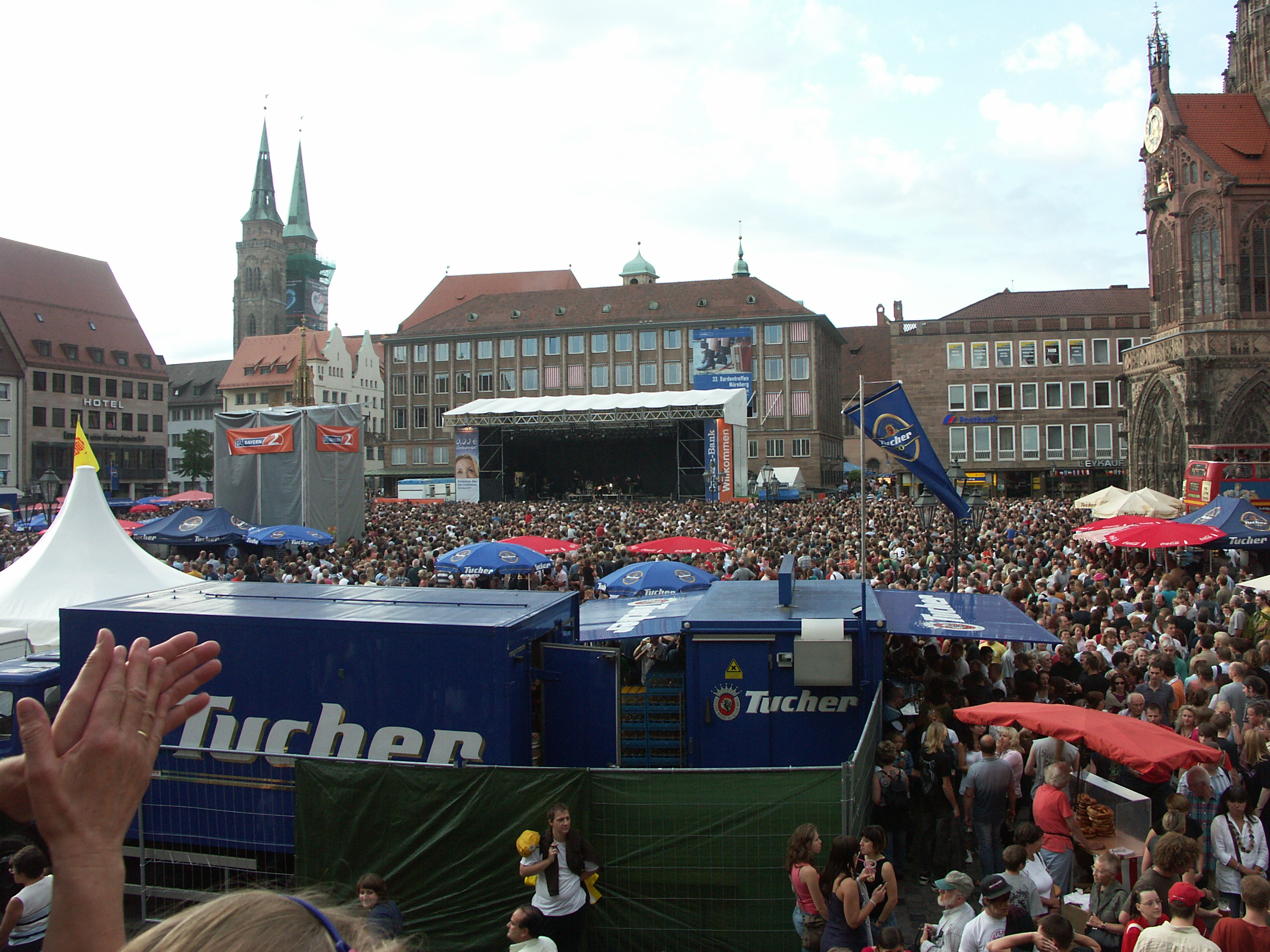
Der Nürnberger Hauptmarkt während des Bardentreffens, 2008

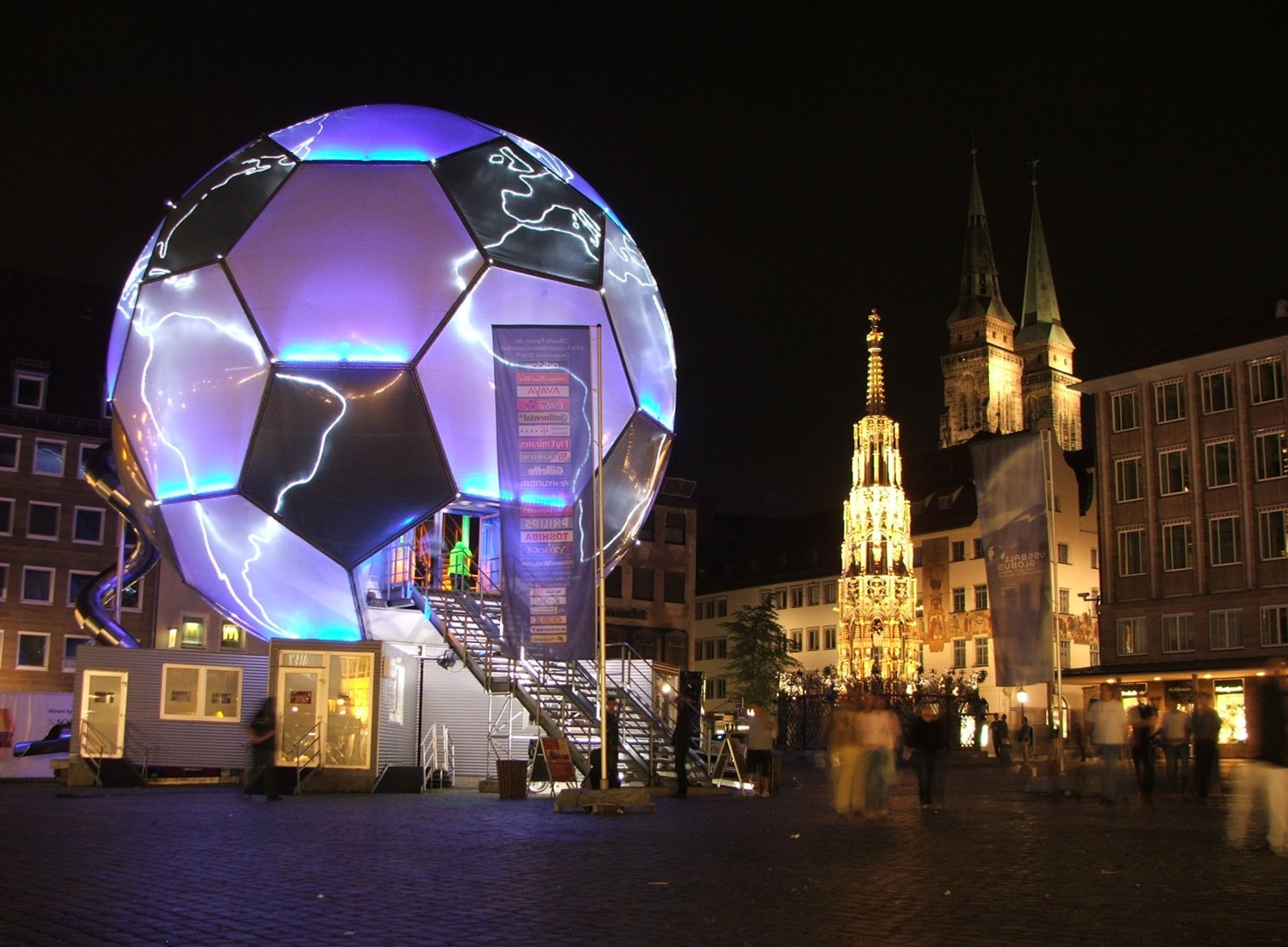
Der Fußball-Globus auf dem Hauptmarkt, 2005

Neben dem Wochenmarkt (Grüner Markt) ist der Marktplatz auch immer wieder Veranstaltungsort für Feste.
Vor dem Schopperschen Haus (Hauptmarkt 15) fand ab 1425 die Heiltumsweisung im Rahmen der Ostermesse statt. Während der Reichstage fanden auf dem Hauptmarkt Turniere und andere Volksbelustigungen statt.
Neben Bardentreffen, dem Nürnberger Altstadtfest und dem Christkindlesmarkt finden auf dem Hauptmarkt weitere Märkte statt, darunter der Spargelmarkt, der Ostermarkt, der Herbstmarkt und der Trempelmarkt, einer der größten Flohmärkte Deutschlands.
Im Rahmen der 950-Jahr-Feier der Stadt Nürnberg im Jahr 2000 wurde die Historische Meile Nürnberg eingeweiht, der Hauptmarkt ist mit drei Stationen auf dem Rundgang vertreten (das Ochsenportal am Fleischhaus, der Schöne Brunnen und der Hauptmarkt selbst).
Bis 2006 fand der Faschingsrummel auf dem Hauptmarkt statt, er wurde ab 2007 auf den Jakobsplatz verlegt, um zu Gunsten der Markthändler die Zahl der Tage, an denen der Markt verlegt werden muss, zu verringern.
Zwischen dem 19. Juli und dem 4. September 2005 machte der Fußball-Globus, Teil des Kulturprogramms zur Einstimmung auf die Fußball-Weltmeisterschaft 2006, Station auf dem Hauptmarkt; während des Turniers im Jahr 2006 war der Hauptmarkt Standort eines „kick & groove Parks“. Umstritten war dabei eine Skulptur des Künstlers Olaf Metzel mit dem Titel Auf Wiedersehen aus getürmten Stadionsitzen, die den Schönen Brunnen umhüllten.
Auf dem Hauptmarkt werden auch die Siegesfeiern des 1. FC Nürnberg abgehalten, zuletzt feierten dort mehr als 20.000 Fans am 27. Mai 2007 den Gewinn des DFB-Pokals.
Im September 2005 wurde erstmals der District Ride in Nürnberg durchgeführt, ein Freeride-Mountainbike-Event mit 40.000–60.000 Zuschauern. Start war auf der Kaiserburg, Ziel der Hauptmarkt. Wegen des unerwarteten Erfolges wurde das sportliche Großereignis 2006, 2011, 2014 und 2017 wiederholt und fand 2022 zum sechsten Mal statt.

## Denkmalschutz
Folgende Bauten am Hauptmarkt stehen unter Denkmalschutz (Aufzählung im Süden beginnend im Uhrzeigersinn):
- Fleischbrücke
- Hauptmarkt 1: Ochsenportal am Fleischhaus, siehe auch: Fleischbrücke#Sonstiges
- Hauptmarkt 1: Fleischhauerbrunnen, Wandbrunnen (um 1600) am ehemaligen Fleischhaus
- Tuchgasse 1: Das Holzchörlein am Haus
- Hauptmarkt 9/Tuchgasse 2: Holzchörlein aus Resten eines Chörleins des frühen 18. Jahrhunderts mit Ergänzungen, es befindet sich seit 1975 am Neubau der Buchhandlung Korn & Berg
- Hauptmarkt 25/27: Haus der Wirtschaft (Industrie- und Handelskammer)[15], Doppelhaus mit Türmchen
- Winklerstraße 26: Sebalduskirche
- Rathausplatz 2: Nürnberger Rathaus, Wolff’scher Bau
- Hauptmarkt 18: Neues Rathaus
- Schöner Brunnen
- Hauptmarkt 14: Frauenkirche

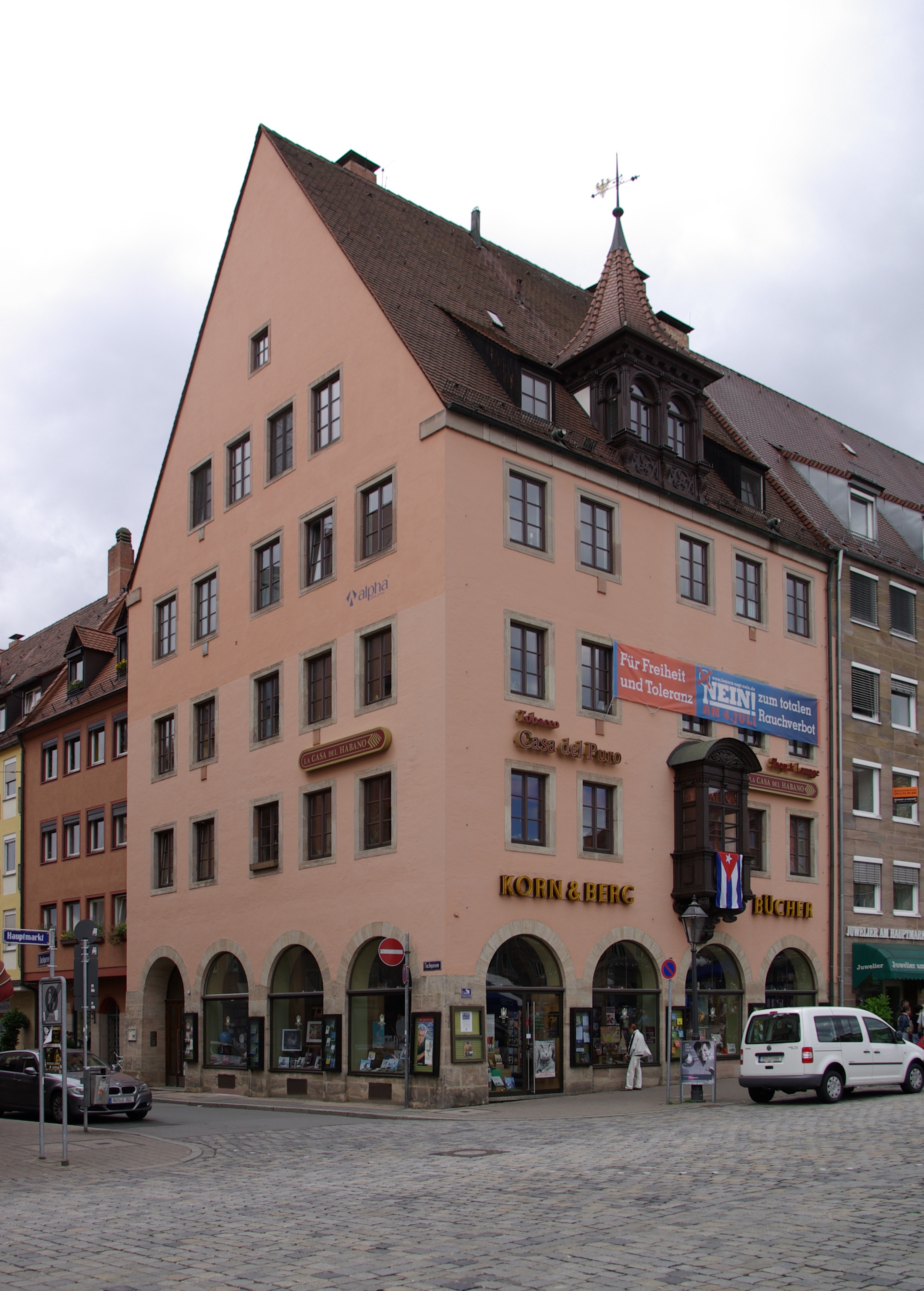
Hauptmarkt 9/Tuchgasse 2 mit Chörlein
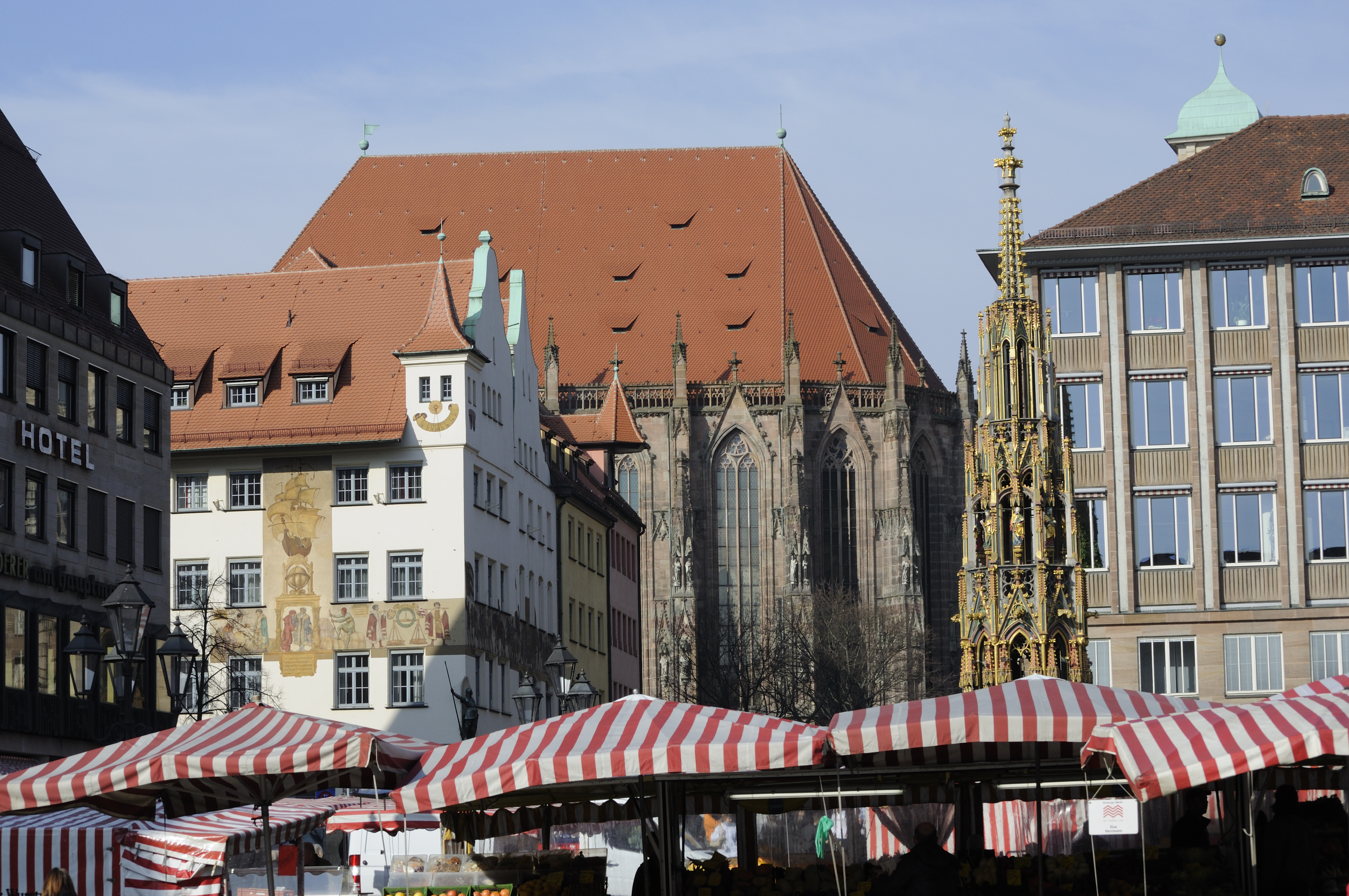
Hauptmarkt 27 (Haus der Wirtschaft), rechts Schöner Brunnen
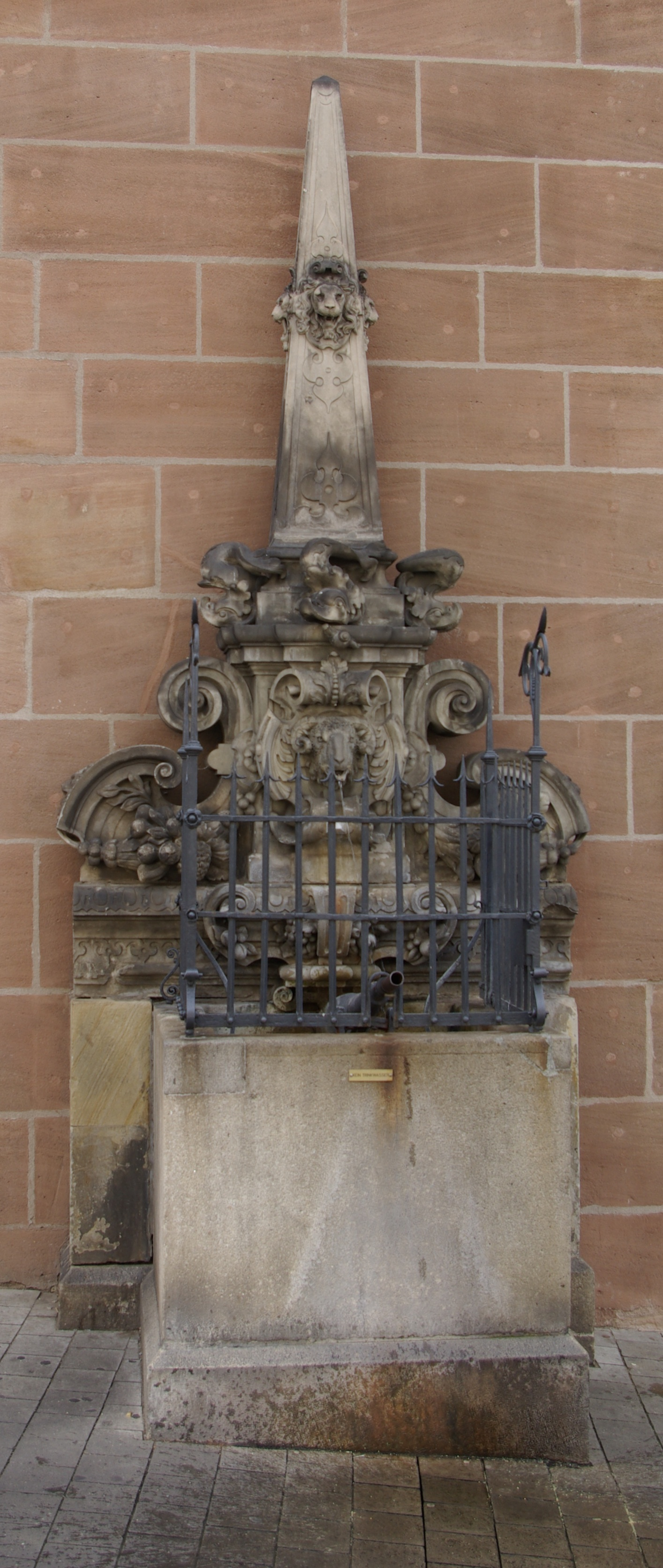
Fleisch-hauer-Brunnen